# یواس‌اس سیمران (ای‌او-۱۷۷)
یواس‌اس سیمران (ای‌او-۱۷۷) (به انگلیسی: USS Cimarron (AO-177)) یک کشتی که طول آن ۷۰۰ فوت (۲۱۰ متر) می‌باشد. این کشتی در سال ۱۹۷۹ ساخته شد.